# Laemophloeus tenebrosus
Laemophloeus tenebrosus is een keversoort uit de familie dwergschorskevers (Laemophloeidae). De wetenschappelijke naam van de soort werd in 1899 gepubliceerd door Antoine Henri Grouvelle.